# Lista zamachów terrorystycznych w 2008

Mapa zamachów terrorystycznych na świecie w 2008

Niniejsza lista przedstawia w porządku chronologicznym udane bądź nieudane zamachy terrorystyczne.

## Luty
- 1 lutego – zamach podczas pogrzebu w Bagdadzie. Śmierć poniosło 30 osób, rannych 38;
- 1 lutego – podwójny zamach samobójczy w Bagdadzie;
- 4 lutego – zamach w izraelskiej Dimonie;
- 5 lutego – wybuch dwóch bomb somalijskim porcie Boosaaso. Zginęło 20 osób;
- 10 lutego – zamach na bagdadzkim targu. Zginęło 33, rannych 35 osób;
- 11 lutego – dwa zamachy w Timorze Wschodnim. Prezydent Jose Horta ranny w zamachu;
- 13 lutego – w Damaszku dokonano zamachu na pozycje Hezbollahu;
- 17 lutego – najbardziej krwawy zamachach terrorystyczny w Afganistanie od 2001. Zginęło ponad 100 osób, kilkadziesiąt rannych;
- 22 lutego – na Sri Lance został przeprowadzony zamach przez Tamilskie Tygrysy;

## Marzec
- 6 marca – zamach w szkole w Jerozolimie
- 6 marca – podwójny zamach w Bagdadzie, zginęło 68 osób, rannych 120
- 11 marca – zamach bombowy na autobus w Basrze
- 16 marca – atak rakietowy w Pakistanie, zabitych 20 (głównie talibowie), 7 rannych
- 17 marca – kobiecy zamach w Karbalii, zginęło 57 osób

## Kwiecień
- 3 kwietnia – samobójczy zamach na posterunek policyjny w Mosulu; 7 zabitych, 20 rannych
- 4 kwietnia – zamach na pogrzebie w mieście Al-Saidja. Krwawy bilans
- 8 kwietnia – 7 osób zginęło w eksplozji w Bakubie
- 17 kwietnia – zamach w afgańskiej miejscowości Nimroz. Zabitych zostało 10 osób, rannych 35 osób;
- 22 kwietnia – 2 żołnierzy USA zginęło w zamachu w Ar-Ramadi;
- 27 kwietnia – zamach na prezydenta Afganistanu Karzaia. Nie ucierpiał, za to bilans: 2|11

## Maj
- 1 maja – zamach samobójczy w irackim mieście Balad Ruz, zabitych 32, rannych 75
- 2 maja – eksplozja miny na wschód od irackiej prowincji Al-Anbar. Zginęło 4 żołnierzy USA
- 13 maja – eksplozja w indyjskim Dżajpur. Ponad 60 ofiar
- 18 maja – w Mordan w Pakistanie doszło do wybuchu bomby przed sklepem spożywczym. Ofiary (7 osób, 16 rannych) to ludzie stojący po chleb

## Czerwiec
- 2 czerwca – zamach bombowy w Islamabadzie przed ambasadą Danii. Prawdopodobnie odwet za karykatury Mahometa w duńskiej prasie, zabitych 10, rannych co najmniej 30 osób
- 2 czerwca – samobójczy zamach na posterunek policji w Mosulu
- 4 czerwca – samobójczy zamach na dom generała policji w Bagdadzie, 13 osób zginęło, a ponad 50 zostało rannych.
- 16 czerwca – samobójczy zamach Tamilskich Tygrysów na Sri Lance. Śmierć poniosło 12 osób, ponad 40 rannych.
- 20 czerwca – zamach bombowy w Helmand podczas prowadzonej tam operacji wojskowej od 4 czerwca przez ISAF. Zginęło 7 żołnierzy ISAF.
- 21 czerwca – zamach w Kandahar. Zginęło 4 żołnierzy ISAF.
- 21 czerwca – w wyniku wybuchu bomby zginął polski żołnierz w Afganistanie Ppor. Robert Marczewski, czterech innych Polaków zostało rannych.
- 22 czerwca – samobójczy zamach bombowy w Bakubie. Zginęło 13 osób, rannych 32.
- 26 czerwca – zamach bombowy koło Faludży. Zginęło 20 osób, rannych 12.

## Lipiec
- 4 lipca – wybuch na koncercie zorganizowanym z okazji niepodległości Białorusi w Mińsku. Rannych zostało ok. 50 osób.
- 14 lipca – eksplozje w autobusach w chińskiej prowincji Yunnan. Zginęło 3 ludzi, rannych 14.
- 15 lipca – krwawy zamach samobójczy w Bakubie, zginęło 35 osób, 60 rannych
- 19 lipca – w Kaszmirze w wyniku wybuchu bomby zginęło 9 indyjskich żołnierzy
- 21 lipca – eksplozja w chińskim autobusie w Yunnan. 3 zginęło, 14 rannych
- 25 lipca – wybuch bomby w Gazie, zginęło 5 Palestyńczyków
- 26 lipca – krwawy zamach w Ahmadabadzie w Indiach przeprowadzony przez islamskich ekstremistów; 45 osób zginęło, 160 rannych
- 27 lipca – zamachy bombowe w Stambule, przeprowadzony prawdopodobnie przez Partię Pracujących Kurdystanu; zginęło 16 Turków, 150 zostało rannych
- 28 lipca – zamach przeciwko szyitom w Bagdadzie; 24 zginęło, 70 rannych
- 28 lipca – zamach w irackim Kirkuku; 10 zabitych

## Sierpień
- 3 sierpnia – seria zamachów w Bagdadzie; 12 zabitych, 31 rannych
- 21 sierpnia – zamach terrorystyczny w pakistańskiej miejscowości Wah, koło Islamabadu; 57 ofiar'
- 26 sierpnia – w pakistańskiej prowincji Beludżystan podczas wiecu zbuntowanych plemion nastąpił wybuch bomby; kilkanaście ofiar.

## Wrzesień
- 12 września – krwawy zamach koło Bagdadu, zginęło 28 osób;
- 13 września – wybuch 5 bomb w Delhi. Zginęło 30 osób, 90 zostało rannych.
- 17 września – zamach na ambasadę USA w Sanie. Zginęło 17 osób, a ponad 16 zostało rannych.
- 20 września – zamach na hotel Marriott w Islamabadzie. Zginęło ponad 60 osób, a ponad 250 zostało rannych.
- 24 września – 35 osób zginęło w zasadzce w Bakubie;
- 27 września – zamach bombowy w stolicy Syrii, Damaszku; 17 zabitych, 14 rannych;

## Październik
- 3 października – wybuch bomby w Cchinwali; zginęło 6 żołnierzy rosyjskich[1];
- 10 października – samobójczy zamach terrorystyczny w Okarazi w zachodnim Pakistanie; 30 zabitych ponad 100 rannych osób;
- 30 października – seria zamachów w Guwahati w stanie Asam w Indiach; 84 zabitych, 470 rannych;

## Listopad
- 2 listopada – bombowy zamach w pakistańskim mieście Zalai; śmierć poniosło 8 Pakistańskich żołnierzy[2];
- 6 listopada – w Osetii Północnej w mieście Władykaukaz doszło do zamachu bombowego; zginęło 11 osób, 33 ranne[3];
- 6 listopada – trzy zamachy bombowe w Bagdadzie; zginęło 4 osoby, 7 rannych;
- 10 listopada – potrójny zamach bombowy w Bagdadzie, ginie ponad 28 osób, 68 rannych[4];
- 10 listopada – zamach na granicy osetyńsko-gruzińskiej; zginęły 2 osoby, trzy ranne;
- 12 listopada – eksplozja bomby w al-Nasir Square w Bagdadzie, zginęło 12 osób, 23 ranne;
- 16 listopada – zamach w irackiej prowincji Dijala, zginęło 16 Irakijczyków;
- 21 listopada – terrorystyczny zamach w Mogadiszu Zginęło 17 osób, rannych 6;
- 24 listopada – zamach w Bagdadzie w samochodzie-pułapce przed ministerstwem handlu. Zginęło 13 osób. Ofiary to same kobiety, pracownice irackiego ministerstwa handlu, udające się do pracy[5];
- 26 listopada – Seria zamachów terrorystycznych w Mumbaju. Zginęło 101 osób, a ponad 300 zostało rannych;
- 27 listopada – Co najmniej cztery osoby zginęły w zamachu bombowym niedaleko ambasady USA w stolicy Afganistanu.[6]
- 28 listopada – zamach w Bagdadzie, zginęło 11 osób, a 19 zostało rannych;
- 28 listopada – siedem osób zginęło, czterech zostało rannych podczas zamachu terrorystycznego w Bannu w Waziristanie Północnym;

## Grudzień
- 1 grudnia – zamach w Bagdadzie zginęło 15 osób[7];
- 4 grudnia – zamach w Faludży, zginęło 15 osób[8];
- 5 grudnia – zamach bombowy w Peszawarze, zginęło ponad 35 osób[9];
- 11 grudnia – samobójczy zamach w irackim Kirkuku, zginęło 55 osób[10];
- 14 grudnia – kolejny zamach w Kandaharze. Zginęły trzy osoby, 11 rannych;
- 16 grudnia – udaremniony zamach w Paryżu. Policja znalazła pięć ładunków wybuchowych w galerii handlowej z męską odzieżą Printemps przy bulwarze Haussmanna., które miały eksplodować 17 grudnia. Do podłożenia bomb przyznał się Afgański Front Rewolucyjny[11];
- 19 grudnia – w dniu zakończenia rozejmu w Strefie Gazy, Palestyńczycy przeprowadzili zamach w izraelskim Sederot. Ranne zostały 2 osoby.